# TEX35
TEX35 (англ. Testis expressed 35) – білок, який кодується однойменним геном, розташованим у людей на короткому плечі 1-ї хромосоми.  Довжина поліпептидного ланцюга білка становить 233 амінокислот, а молекулярна маса — 26 518.
| 10         |  | 20         |  | 30         |  | 40         |  | 50         |
| ---------- |  | ---------- |  | ---------- |  | ---------- |  | ---------- |
| MSAKRAELKK |  | THLSKNYKAV |  | CLELKPEPTK |  | TFDYKAVKQE |  | GRFTKAGVTQ |
| DLKNELREVR |  | EELKEKMEEI |  | KQIKDLMDKD |  | FDKLHEFVEI |  | MKEMQKDMDE |
| KMDILINTQK |  | NYKLPLRRAP |  | KEQQELRLMG |  | KTHREPQLRP |  | KKMDGASGVN |
| GAPCALHKKT |  | MAPQKTKQGS |  | LDPLHHCGTC |  | CEKCLLCALK |  | NNYNRGNIPS |
| EASGLYKGGE |  | EPVTTQPSVG |  | HAVPAPKSQT |  | EGR        |  |            |

A: Аланін

C: Цистеїн

D: Аспарагінова кислота

E: Глутамінова кислота

F: Фенілаланін

G: Гліцин

H: Гістидин

I: Ізолейцин

K: Лізин

L: Лейцин

M: Метіонін

N: Аспарагін

P: Пролін

Q: Глутамін

R: Аргінін

S: Серин

T: Треонін

V: Валін

Задіяний у таких біологічних процесах як поліморфізм, альтернативний сплайсинг. 